# Berwyn Price
Pour les articles homonymes, voir Price.
Berwyn Price (né le 15 août 1951 à Tredegar) est un athlète britannique, spécialiste du 110 mètres haies. 

## Biographie
Berwyn Price s'impose sur 110 mètres haies aux Championnats d'Europe juniors de 1970, puis à l'Universiade de 1973.
Sous les couleurs du pays de Galles, il remporte l'argent aux Jeux du Commonwealth britannique de 1974, et l'or aux Jeux du Commonwealth de 1978.
En 2002, Berwyn Price est élu au Temple de la renommée des sports du pays de Galles

### Palmarès
| Date | Compétition                      | Lieu           | Résultat | Épreuve     | Performance |
| ---- | -------------------------------- | -------------- | -------- | ----------- | ----------- |
| 1970 | Championnats d'Europe juniors    | Paris-Colombes | 1er      | 110 m haies | 14 s 21     |
| 1973 | Universiade                      | Moscou         | 1er      | 110 m haies | 13 s 69     |
| 1974 | Jeux du Commonwealth britannique | Christchurch   | 2e       | 110 m haies | 13 s 84     |
| 1974 | Championnats d'Europe            | Rome           | 7e       | 110 m haies | 14 s 05     |
| 1976 | Championnats d'Europe en salle   | Munich         | 2e       | 60 m haies  | 7 s 80      |
| 1978 | Jeux du Commonwealth             | Edmonton       | 1er      | 110 m haies | 13 s 70     |

### Records
| Épreuve          | Performance | Lieu   | Date         |
| ---------------- | ----------- | ------ | ------------ |
| 110 mètres haies | 13 s 69     | Moscou | 18 août 1973 |